# 小矮球果蚤
小矮球果蚤（学名：Streblocerus pygmaeus）为粗毛蚤科球果蚤属的动物。分布于拉丁美洲、北美洲以及中国大陆的浙江等地，多生活于湖泊或池塘的草丛中。